# كريس أبيل
كريستوفر أبيل (بالإنجليزية: Chris Abell)‏ (ولد في 11 نوفمبر 1957) عالم بريطاني في الكيمياء البيولوجية. حتى عام 2016، وهو «أستاذ الكيمياء البيولوجية» في قسم الكيمياء من جامعة كامبريدج وزميل تود-حميد في الكلية المسيحية، كامبريدج. في عام 2016 انتخبته «الجمعية الملكية»، ووصف المجتمع أبحاثه بأنها «غيرت وجه اكتشاف المخدرات».

## التعليم
تلقى تعليمه في كلية سانت جون في كامبريدج، حصل على درجة البكالوريوس في الآداب في العلوم الطبيعية في عام 1979 تلاها الدكتوراه حول الموضوع الحيوي بوليكيتيدي للبحوث تحت إشراف جيمس ستونتون في عام 1982.

### الخبرة والبحوث
عقد أبيل زمالة بحثية في مختبر ديفيد في جامعة براون، بروفيدنس، الولايات المتحدة الأمريكية، درس تربين الحيوي (1982-83). وفي عام 1984، انضم أبيل إلى قسم الكيمياء من جامعة كامبريدج، تبعه مناصب معيد ومحاضر والقارئ في البيولوجيا الكيميائية، وأصبح أستاذاً في «الكيمياء البيولوجية» في عام 2002. وشغل منصب الأستاذ الزائر في الجامعة الوطنية الأسترالية في كانبيرا، جامعة سانتياغو دي كومبوستيلا، جامعة كانتربري، كرايست تشيرش، وجامعة بول ساباتييه تولوز. كان زميل كلية المسيح منذ عام 1986؛ وهو زميل تود-حميد للكلية نفسها. في عام 2013 عين المدير الأول «لشؤون ما بعد الدكتوراه» في جامعة كامبريدج،  وفي عام 2016 شونغنانهاي للبحوث.
وقد نشر أبيل أوراق ما يزيد على 200. تشمل اهتماماته البحثية في الفيتامينات والأحماض الأمينيةالحيوي كأهداف للتصميم العقلاني لمضادات الميكروبات؛ النهج المستند إلى جزء لتثبيط الإنزيم؛ ريبوسويتشيس البكتيريا والنبات؛ ردود الفعل في ميكرودروبليتس؛ وتقنية النانو البيولوجية.

### مشاريع تجارية
أبيل هو المؤسس المشارك للعديد من الشركات. وفي عام 1999، شارك في تأسيس أستيكس للتكنولوجيا المحدودة، والتي تستخدم تكنولوجيا اكتشاف المخدرات المستندة إلى جزء لاكتشاف علاجات السرطان. في عام 2001، شارك في تأسيس أكوبيو، الذي وضع هذه الأجهزة للكشف عن البكتيريا والفيروسات؛ اشترتها «وانفيرنيس الابتكارات الطبية» في عام 2008. في عام 2010، شارك في تأسيس «فلويديكس المجال» لتطوير تكنولوجيا ميكرودروبليت. في عام 2012 شارك في تأسيس أقدوت، شركة تطوير تكنولوجيا الكبسلة المصغرة الجديدة.

### الجوائز والأوسمة
تشمل جوائز له «زمالة بحثية» في كلية الملك، كامبريدج، بجائزة ICI في الكيمياء العضوية عام 1992، وزمالة هيكينبوتوم من المجتمع الملكي للكيمياء، وجائزة مؤسسة العلوم يامادا. في عام 2008 كان محاضراً نوفارتيس «معهد ماساتشوستس للتكنولوجيا»، وفي عام 2011 كان «زميل مركز معلومات البنك الدولي» في جامعة كانتربري، كرايستشرش، نيوزيلندا. تم انتخابه زميلا للأكاديمية «العلوم الطبية» (فميدسسي) في عام 2012 ، وزميل من المجتمع (FRS) الملكي في عام 2016.